# Голер, Михаил Самуилович
Михаил Самуилович Голер (29 февраля 1936, Бухарест — 2020, Бруклин, Нью-Йорк) — молдавский режиссёр-документалист, сценарист.

## Биография
Михаил Голер родился в Бухаресте, где его отец в это время учился в Бухарестском университете, а мать (Рухля Борисовна Бройтман) пела в хоральной синагоге и оперетте. После присоединения Бессарабии к СССР в 1940 году семья вернулась в Кишинёв, куда вновь возвратилась из эвакуации в ноябре 1944 года (отец умер в 1942 году в Ашхабаде).
Окончил факультет истории и русской филологии Кишинёвского педагогического института имени Иона Крянгэ (1957). Работал актёром в Русском драматическом театре имени А. П. Чехова, публиковал рецензии в местной прессе, был ассистентом режиссёра на молдавском телевидении, затем на Новосибирском ТВ (1961—1964) и в Барнауле; публиковал театральные заметки в газетах «Советская Сибирь» и «Алтайская правда».
В 1970 году закончил отделение режиссуры ТВ Ленинградского института театра, музыки и кинематографии. В 1968—1978 годах работал режиссёром телестудии «Телефилм-Кишинэу», затем киностудии «Молдова-фильм». Был телеведущим на молдавском телевидении. Возглавлял Молдавское Республиканское общество кинолюбителей (1984—1988).
С 1991 года жил в Нью-Йорке. Сотрудничал в газетах «Форум», «Еврейское местечко» и «Русский базар», работал экскурсоводом. Автор двух путеводителей по Нью-Йорку и США.

## Фильмография (режиссёр)

### Студия «Телефилм-Кишинэу»
- 1964 — «Автографы»
- 1964 — «У нас в Семёновке»
- 1964 — «Под чужим именем»
- 1965 — «Счастье приносят не аисты»
- 1966 — «На янтарном берегу»
- 1967 — «Наш Ваня»
- 1967 — «Один из многих»
- 1968 — «Поступь времени»
- 1968 — «Фестивальные узоры» (фильм-концерт)
- 1969 — «Ион Секриеру»
- 1969 — «Там, где его убили»
- 1970 — «Свет»
- 1970 — «И вечный бой» (сценарист и режиссёр)
- 1970 — «Радуга в доме»
- 1971 — «Бригадир» (сценарист и режиссёр)
- 1971 — «Гратиешты»
- 1971 — «Мария Биешу» («Мой голос для тебя», сценарий С. И. Молдована)
- 1972 — «Мы строим» (сценарист и режиссёр)
- 1972 — «Парторг» (сценарий С. И. Молдована)
- 1973 — «Подарок для мамы»
- 1973 — «Виктория» (сценарист и режиссёр)
- 1973 — «Продиктовано жизнью»
- 1973 — «Формула изобилия»
- 1974 — «Ла хорэ!»
- 1974 — «Случай в саду» (фильм-спектакль)
- 1975 — «Будущее начинается сегодня»
- 1975 — «Скрипка лэутара»
- 1976 — «Хлеб наш насущный»
- 1976 — «Одна жизнь и вторая»
- 1977 — «Новь молдавского села»
- 1977 — «Сплав»
- 1977 — «Чем наше слово отзовётся»
- 1978 — «Становление»

### Киностудия «Молдова-филм»
- 1978 — «Вечно юный город»
- 1979 — «Когда город спит»
- 1979 — «По собственному желанию»
- 1980 — «Традициям верны»

## Книги
- Уходящая натура. Нью-Йорк, 2000.[10]
- Ах, Нью-Йорк, мой Нью-Йорк: путеводитель с комментариями. Нью-Йорк: Слово/Word, 2002.[11]
- Америка, Америка — от берега до берега. Нью-Йорк: Слово/Word, 2005.[12]